# Водяника чёрная
Водяни́ка чёрная, или Ши́кша чёрная, или Ворони́ка чёрная (лат. Empetrum nigrum) — вид цветковых растений рода Водяника (Empetrum) семейства Вересковые (Ericaceae). Таксономическое название впервые опубликовано шведским систематиком Карлом Линнеем в 1753 году. Типовой вид своего рода.
В более ранних классификациях водяника чёрная считалась единственным видом водяник, однако позднее в ряде классификаций в составе рода Водяника стали выделять от 3—4 до 18 видов.

## Распространение и экология
Распространена в ряде европейских стран (включая Россию, где она известна от европейской части до Западной Сибири), в Азии (Китай, Монголия, Корейский полуостров) и в Северной Америке (Канада, США, Сен-Пьер и Микелон).
Встречается на сфагновых болотах, на каменистых участках, в лесах (светлохвойных и тундровом редколесье), в щебнистых тундрах и на дюнах.
Обширные заросли водяники — вороничники, или вороничная тундра — характерны для островов мурманского побережья Баренцева моря и безлесных островов Белого моря (луд).

## Ботаническое описание
Вечнозелёный кустарничек.
Ветви железистые или голые, зелёного, коричневого или красноватого цвета.
Листья простые, кожистые, размещены очерёдно по длине стебля.
Цветки однополые или обоеполые, с зеленовато-розовыми и красновато-фиолетовыми чашелистиками.
Плод — чёрная непрозрачная костянка со светло-коричневыми семенами.
Цветёт весной.

## Значение и применение
Ягоды поедаются северным оленем (Rangifer tarandus). Листья летом поедаются плохо и главным образом во время бескормицы.
Лекарственное и пищевое растение.
Плоды содержат до 70 мг% витамина C. Употребляются в пищу свежими, в массе заготавливаются на зиму в мороженом или мочёном виде. В зимнем рационе северян неизменно присутствует блюдо «толкуша», представляющее собой смесь ягод водяники, измельчённой рыбы и тюленьего жира. Из ягод можно варить варенье, делать мармелад, напитки, но с добавлением большого количества сахара.
Соком ягод можно окрашивать в вишнёвый цвет шерсть и кожу, они служат кормом куропаткам и другим птицам, весной их едят медведи и олени.
В народной медицине ягоды употребляются как мочегонное; настоями побегов лечат различные заболевания.

## Природоохранная ситуация
Занесена в Красные книги ряда регионов России: Ивановской, Калужской, Кировской, Костромской, Липецкой, Московской, Нижегородской, Рязанской, Смоленской, Тверской, Тульской, Ярославской областей, республик Марий Эл, Татарстан и Удмуртия.

## Классификация

### Таксономия
Empetrum nigrum L., 1753, Sp. Pl. : 1022
Вид Водяника чёрная относится к роду Водяника (Empetrum) подсемейства Эриковые (Ericoideae) семейства Вересковые (Ericaceae) порядка Верескоцветные (Ericales). Кладограмма в соответствии с Системой APG IV по состоянию на декабрь 2023 года:
|  |                                      |  |                                   |                                   |                      |  | ещё 21 семейство | ещё 21 семейство  |                       |  |  |  | еще 20 родов                                                   | еще 20 родов    |  |  |
|  |                                      |  |                                   |                                   |                      |  | ещё 21 семейство | ещё 21 семейство  |                       |  |  |  | еще 20 родов                                                   | еще 20 родов    |  |  |
|  |                                      |  |                                   | порядок Верескоцветные            |                      |  |                  |                   | подсемейство Эриковые |  |  |  |                                                                | Водяника чёрная |  |  |
|  |                                      |  |                                   | порядок Верескоцветные            |                      |  |                  |                   | подсемейство Эриковые |  |  |  |                                                                | Водяника чёрная |  |  |
|  | отдел Цветковые, или Покрытосеменные |  |                                   |                                   | семейство Вересковые |  |                  |                   | род Водяника          |  |  |  |                                                                |                 |  |  |
|  | отдел Цветковые, или Покрытосеменные |  |                                   |                                   |                      |  |                  |                   |                       |  |  |  |                                                                |                 |  |  |
|  |                                      |  | ещё 63 порядка цветковых растений | ещё 63 порядка цветковых растений |                      |  |                  | еще 5 подсемейств | еще 5 подсемейств     |  |  |  | еще 3 подтвержденных вида и 4 таксона, ожидающих подтверждения |                 |  |  |
|  |                                      |  |                                   | ещё 63 порядка цветковых растений |                      |  |                  |                   | еще 5 подсемейств     |  |  |  |                                                                |                 |  |  |

### Внутривидовые таксоны
- Empetrum nigrum subsp. albidum (V.N.Vassil.) Kuvaev
- Empetrum nigrum subsp. androgynum (V.N.Vassil.) Kuvaev
- Empetrum nigrum subsp. asiaticum (Nakai ex H.Ito) Kuvaev
- Empetrum nigrum subsp. caucasicum (Juz.) Kuvaev
- Empetrum nigrum subsp. hermaphroditum (Hagerup) Böcher - Водяника обоеполая
- Empetrum nigrum subsp. kardakovii (V.N.Vassil.) Kuvaev
- Empetrum nigrum subsp. nigrum
- Empetrum nigrum subsp. stenopetalum (V.N.Vassil.) Nedol.